# 中國時報集團

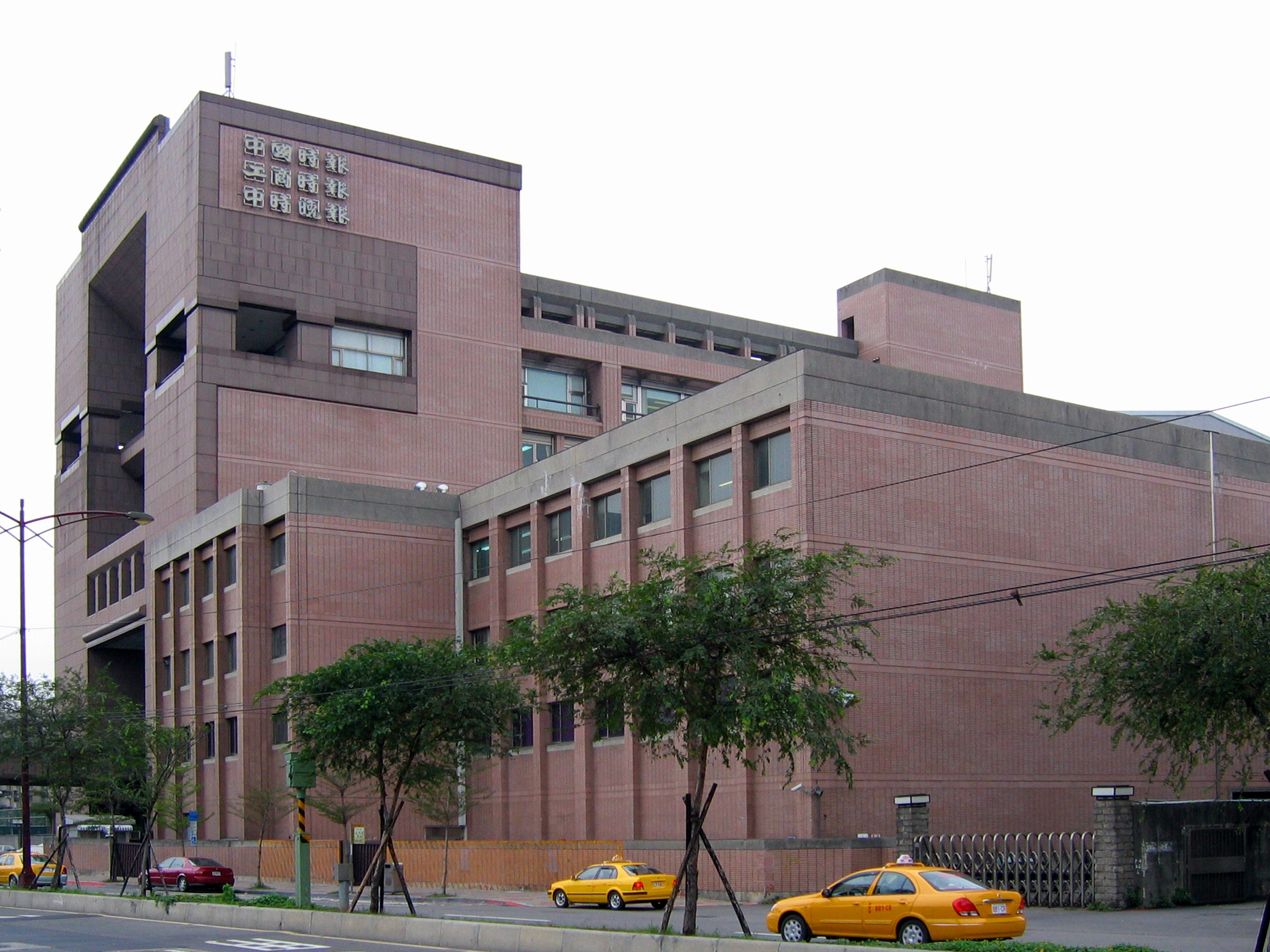
中國時報大樓：位於台北市萬華區，為中國時報總社所在

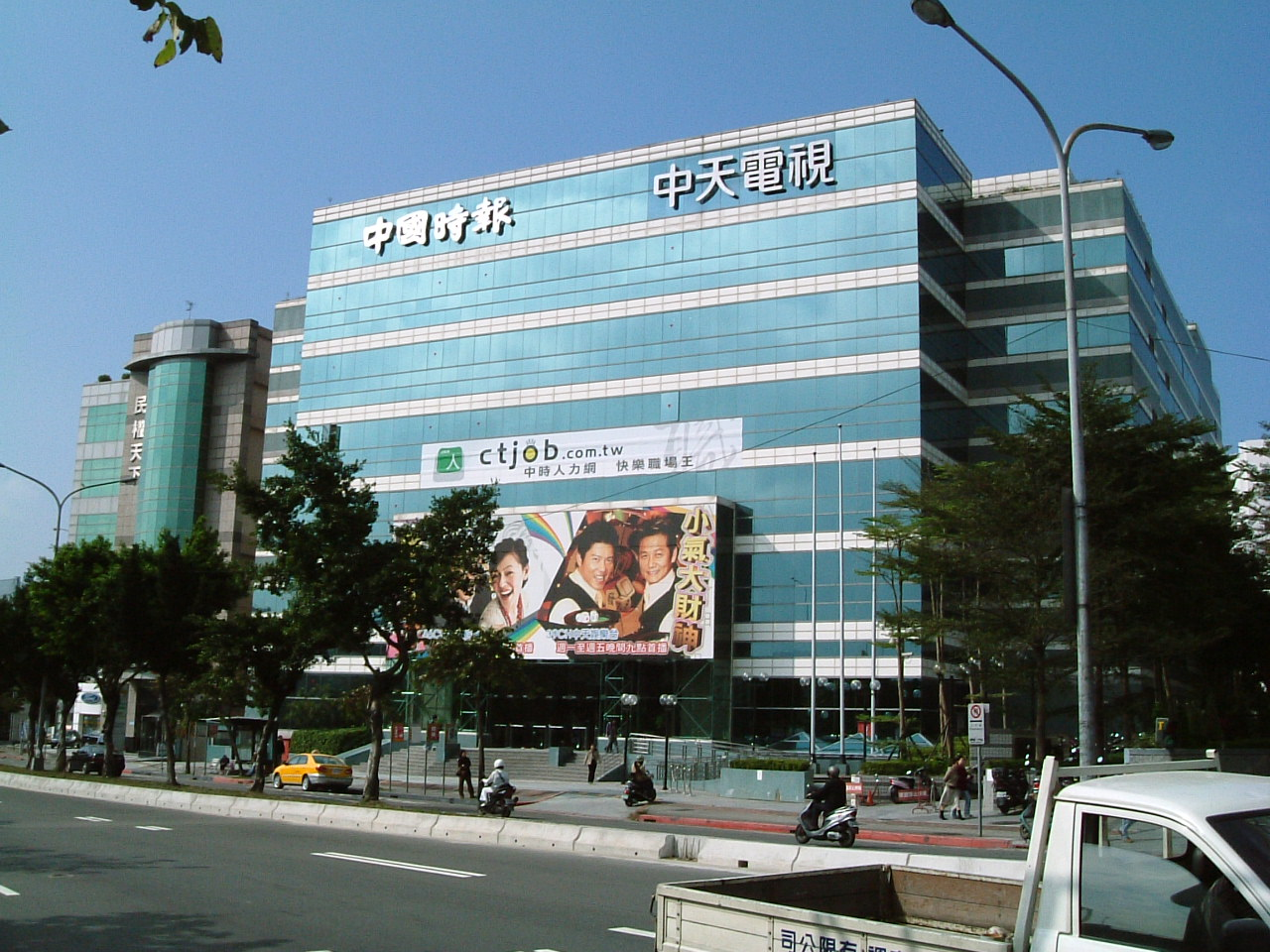
時報廣場大樓：位於台北市內湖區，為中天電視總部所在

中國時報集團，別稱中國時報系、中時集團，以創立於1950年的《中國時報》為集團主體，半世紀以來一直都是台灣媒體業的龍頭之一。2009年後成為旺旺中時媒體集團的一部分。

## 沿革

### 初期發展與事業
中國時報集團的核心企業，為余紀忠於1950年創辦的《中國時報》。當時稱為《徵信新聞》，後來更名為《徵信新聞報》並轉型為綜合性報紙。《中國時報》於1968年3月29日開始彩色印刷，為亞洲第一份彩色報刊，並於同年9月1日改名為《中國時報》至今。
《中國時報》在逐漸站穩經營腳步之後，陸續成立了《工商時報》、《美洲中國時報》、《中時晚報》、《時報周刊》、《中時電子報》等媒體，並且將中天電視納入旗下。而旗下的時報文化為台灣第一個股票公開發行的出版社，另有時報文教基金會、時報文化基金會、華英基金會等公益性機構。
除了媒體本業外，中國時報集團一直以日本讀賣新聞集團為學習的對象，也跨足許多相關領域產業。其舉辦的時報廣告獎為華文廣告圈中歷史最悠久的廣告獎。時報資訊則經營資料庫等業務。中國時報集團經營的職業棒球隊「時報鷹」，則因為涉入中華職棒簽賭放水案，成軍七年後解散，隨後又在2004年10月23日以時報鷹棒球教練隊名義成立。中國時報旅行社則與日本讀賣旅行社合作，主要經營高價位旅遊產品。而《中國時報》在1990年代起也開始舉辦大型藝文展覽，如1997年史博館「黃金印象」特展等。

### 跨媒體事業擴張
2005年12月24日，中時集團牽頭與微風廣場負責人廖偉志、前太電集團董事長孫道存、理律法律事務所合夥人李念祖、達欣工程董事長王人正與怡和集團董事長張梁等人共同在香港設立的「榮麗投資公司」收購了原由中國國民黨旗下「華夏投資公司」掌控的中國電視公司、中國廣播公司及中央電影公司（簡稱「中視」、「中廣」、「中影」，合稱「三中」），但在2006年，榮麗投資公司即與華夏投資公司取消了中廣與中影的買賣合約，改由中時集團直接單獨購買虧損額度較少的中視。中時集團在買下中視後，連同中時於2002年6月獨自收購的中天電視，成為同時擁有報業、有線電視、無線電視的跨媒體集團。儘管如此，此時的中國時報集團還是一個「有實無名」的跨媒體集團。
2007年3月2日，余紀忠之子、擔任中時董事長的余建新宣布正式成立「中時媒體集團」，確立了中國時報集團的官方名稱。同日，余建新擔任中時媒體集團董事長，周盛淵擔任中時媒體集團總管理處總經理兼《中國時報》發行人，李家德擔任《中國時報》副社長兼中時媒體集團總經理室主任，王順意擔任中時報系發行部總經理。

### 蔡衍明入主中時
2008年11月，旺旺集團董事長蔡衍明在宏達電董事長王雪紅、遠東集團董事長徐旭東、富邦金董事長蔡明忠、聯合報總管理處總經理王文杉等多個企業老闆以及多位中時老臣子的大力支持下擊敗壹傳媒集團的競爭，以個人名義拿下中時集團經營權，統包中時集團旗下的中天、中視、中時、工商時報、時報周刊及網路媒體。蔡衍明進軍電子媒體企圖強烈，2007年標購台視股權失利之後，計劃買下東森電視股權，但功虧一簣。這次余建新決定出售三中的計畫，讓蔡衍明一圓經營電視台的媒體夢。余紀忠家族在售出持有的中時集團股權後，余建新改掛名為中時集團的榮譽董事長，全面退出經營。
2009年，中時集團與旺旺集團正式整合為「旺旺中時集團」，成為一個橫跨食品、媒體等產業的企業集團。
2009年4月，中視、中天電視向國家通訊傳播委員會（NCC）申請董事長、董監事及總經理變更案，NCC於2009年5月8日針對此申請召開聽證會，這也是NCC成立以來，首度針對媒體股權變更而舉辦的聽證會。2009年5月27日，NCC以提出七項附款及四項改善事項，有條件通過旺旺中時集團申請中視及中天電視董監事變更案，並明定如查出有中国大陸及外國資金入股，NCC得撤銷許可，旺旺中時集團對此結果則表示不滿。
2010年6月法院判決國家通訊傳播委員會（NCC），有條件通過旺旺中時集團申請中視及中天電視董監事變更案，並且附帶七項附款及四項改善事項之舉動，判定結果為NCC敗訴。

### 中國時報創社後重大事件
一、1980年~1990年：反對警備總部干涉、支持中華民國社論中立事件
二、2000年~2005年：第一次裁員與財務惡化
三、2006年~2009年：第二次裁員與事業重整
四、2010年~2012年：創報元老退出實質經營
五、中華民國國家通訊委員會（NCC）裁定旺旺中時併購中嘉有線電視「不予通過」全案始末
六、中華民國國家通訊委員會（NCC）裁定旺旺中時入股壹傳媒「不予通過」全案始末

## 集團成員
| - 中國時報 - 工商時報 - 時報周刊（1978年創刊，2007年3月改版） - 時周文化股份有限公司 - 商訊文化事業股份有限公司（《工商時報》百分之百轉投資子公司，董事長為《工商時報》總編輯王嶠奇。負責財經商管類書籍、四季報、中國台商一千大調查專刊出版，及工商大學第五項修練系統思考課程。） - 旺報（2009年創刊，2020年停刊） - 英文旺報（2010年創刊） | - 中國電視公司（臺證所：9928） - 中天電視 | - 時報資訊股份有限公司（1989年成立） - 中時健康有限公司（2008年成立，2015年改名為「健康傳媒國際事業有限公司」） |

### 媒體以外事業
- 中國時報旅行社股份有限公司
- 時藝多媒體傳播股份有限公司
- 時際創意傳媒股份有限公司
- 艾普羅民意調查股份有限公司
- 時新知識開發股份有限公司
- 榮麗投資股份有限公司（控股公司）
- 伊林娛樂（伊林模特兒經紀股份限公司）
- 明星藝能股份有限公司
- 中視資訊科技股份有限公司

## 旗下主播群
| 中視 条目： 中視新聞 | 中天電視 条目： 中天新聞 |

## 外部連結
- 中時電子報
- 中時集團（页面存档备份，存于）
- 時報資訊股份有限公司（页面存档备份，存于）
- 英文旺報